# 平和的生存権
平和的生存権（へいわてきせいぞんけん）とは、1962年、憲法学者である星野安三郎の「平和的生存権論序論」で初めて提唱された日本国憲法より導き出されるとされる人権の1つで、平和のうちに生活する権利である。

## 根拠
日本国憲法の前文には「われらは、全世界の国民が、ひとしく恐怖と欠乏から免かれ、平和のうちに生存する権利を有することを確認する」とあり、平和的生存権は主にここから導き出されるとする。また、第9条（戦争の放棄）、第13条（幸福追求権）を根拠とする説も有力であり、実際にはこの3つの条文を絡めた形で主張・検討される。

## 肯定的意見
憲法学者などの間には、平和的生存権を積極的に捉えようとする向きがある。制定史の観点から大戦後の歴史的背景も検討すれば、平和主義への強調から積極的に認められるとの主張もある。
特に自衛隊訴訟などで主張される事が多い。

## 批判
否定的意見として、上述の文の「全世界の国民が」という文言から解るように、憲法が"日本国民に対し"保障する他の人権と違い、前文の当該箇所そのものには何らの権利を保障する効力がない、とする見方がある。また、平和的生存権自体の定義があいまいであり、権利として保障されるほどの具体性に欠けているとの主張もある。

## 裁判規範性はあるか
平和的生存権を「権利」と言うためには、裁判上でこの権利を行使できる論拠を求めなければならないが、そもそも前文は努力目標や理念を示したに過ぎず裁判規範性はないとの意見も多く、実際に認めてしまえば条文に明記された他の権利の地位が相対的に低下する（権利のインフレ化）を招くとも批判される。一方で、前文の重要性や第9条などの他の条文との兼ね合いから肯定する意見もある。

### 判例
- 長沼ナイキ事件第一審は平和的生存権を基礎に原告適格を認めたが、控訴審でこの判断は覆され、上告審も控訴審を支持した。
- 2008年、イラク特措法による自衛隊イラク派兵差止訴訟における名古屋高裁判決では、「平和的生存権は現代において、憲法の保障する基本的人権が、平和の基盤なしには存立し得ないことからして、全ての基本的人権の基礎にあって、その享有を可能ならしめる基本的権利であるということができ、単に憲法の基本的精神や理念を表明したに留まるものではない。」と示し[1]、裁判所に対して救済を求めることができる場合がある具体的な権利であると判断した[2]。
- 集団的自衛権の行使を認めた安全保障関連法（2016年施行）について、平和的生存権の侵害を理由に違憲訴訟が起こされたが、一審・二審は「憲法の理念を表明したもの。国民の具体的権利とは言えない」とし、上告も退けられた[3]。